# Percomorpha
A Percomorpha a sugarasúszójú halak (Actinopterygii) osztályába, azon belül a Acanthopterygii öregrendbe tartozó halrendek rendszertani csoportja 244 család több mint 14 000 fajával.
- Pikóalakúak (Gasterosteiformes)
  - Dactylopteroidei
  - Gasterosteoidei
  - Syngnathoideii
- Tüskésangolna-alakúak (Synbranchiformes)
  - Synbranchoidei
  - Mastacembeloidei
- Skorpióhal-alakúak (Scorpaeniformes)
  - Scorpaenoidei
  - Platycephaloidei
  - Anoplopomatoidei
  - Hexagrammoidei
  - Normanichthyiodei
  - Cottoidei
- Sügéralakúak (Perciformes)
  - Percoidei
  - Elassomatoidei (Incertae sedis)
  - Labroidei
  - Zoarcoidei
  - Notothenioidei
  - Trachinoidei
  - Pholidichthyoidei
  - Blennioidei
  - Icosteoidei
  - Gobiesocoidei
  - Callionymoidei
  - Gobioidei
  - Kurtoidei
  - Acanthuroidei
  - Scombrolabracoidei
  - Scombroidei
  - Stromateoidei
  - Anabantoidei
  - Channoidei
  - Caproidei
- Lepényhalalakúak (Pleuronectiformes)
  - Pleuronectoidei
  - Psettodoidei
- Gömbhalalakúak (Tetraodontiformes)
  - Tetraodontoidei
  - Triacanthodoidei
  - Balistoidei